# Чернушка степная
Чернушка степная или чернушка африканка (Proterebia afra) — вид дневных бабочек из семейства бархатниц в составе монотипического рода Proterebia Roos et Arnscheid, 1980.

## Этимология названия
Afra (латинский) — африканка, темнокожая жительница Африки; название отражает окраску бабочки.

## Описание
Размах крыльев — 40-49 мм. Верхняя сторона крыльев самцов и самок серо-коричневая или бурая, с осветленной вершиной переднего крыла. Булава усиков резко отделенная, сплющенная. У корня переднего крыла вздута одна жилка. Вдоль внешнего края обоих крыльев тянется умеренно развита ржаво-рыжая перевязка с черными глазками. Жилки нижней стороны задних крыльев светлые.

## Ареал
Хорватия, Северо-западная Греция, Турция, степная полоса России до юга Западной Сибири, горы Крыма (ошибочно приводится для степей восточной и равнинной части Крымского полуострова, где вид не отмечался на протяжении последнего столетия и, видимо, вымер. ), Северо-западный и Восточный Казахстан, Закавказье, Копетдаг (Туркменистан). 
Встречается в степной зоне юга и юго-востока европейской части России (от Северного Придонья до Южного Урала). Локально встречается в Башкортостане. Широко распространён в степях и полупустынях Уральской и Атырауской областей Казахстана.
Немногочисленные находки в степях на юге Украины — в Одесской, Николаевской и Херсонской областях датируются XIX в., и там вид видимо вымер ещё к началу XX в.  
В основной части ареала данный вид населяет сухие злаковые степи, заросшие кустарником южные экспозиции холмов, остепненные участки. В Северо-западном Казахстане встречается на злаковых участках в засоленных полупустынях, а также злаково-разнотравных экспозициях на меловых обнажениях. В горной части Крыма обитает на «яйлах» на высоте около 900—1250 м над уровнем моря. На Большом Кавказе встречается на высотах до 1000 м над уровнем моря. В горах Талыша населяет высоты от 1600 до 1800 м.

## Биология
За год развивается одно поколение. Время лёта с середины апреля до конца мая. Бабочки часто сидят в густых сухих злаковых зарослях, на песчаных участках дорог. Самцы наиболее активны утром, быстро летают над травянистой растительностью. В пасмурную погоду бабочки обычно сидят в злаковой растительности, полураскрыв крылья.
Яйца рассеиваются самкой над злаковыми консорциями. Гусеница питается на типчаке (Festuca valesiaca) или овсянице. Зимует куколка.

## Подвиды
- Proterebia afra bardines (Fruhstorfer, 1918)
- Proterebia afra crimea (Sheljuzhko, 1929)
- Proterebia afra fidena (Fruhstorfer, 1918)
- Proterebia afra hyrcana (Staudinger, 1901)
- Proterebia afra pyramus de Louker & Dils, 1987
- Proterebia afra zyxuta (Fruhstorfer, 1918)

## Охрана
Занесён в Красную книгу Украины. Подвид Proterebia afra hyrcana включён в Красную книгу Армении.